# Edvin Marton

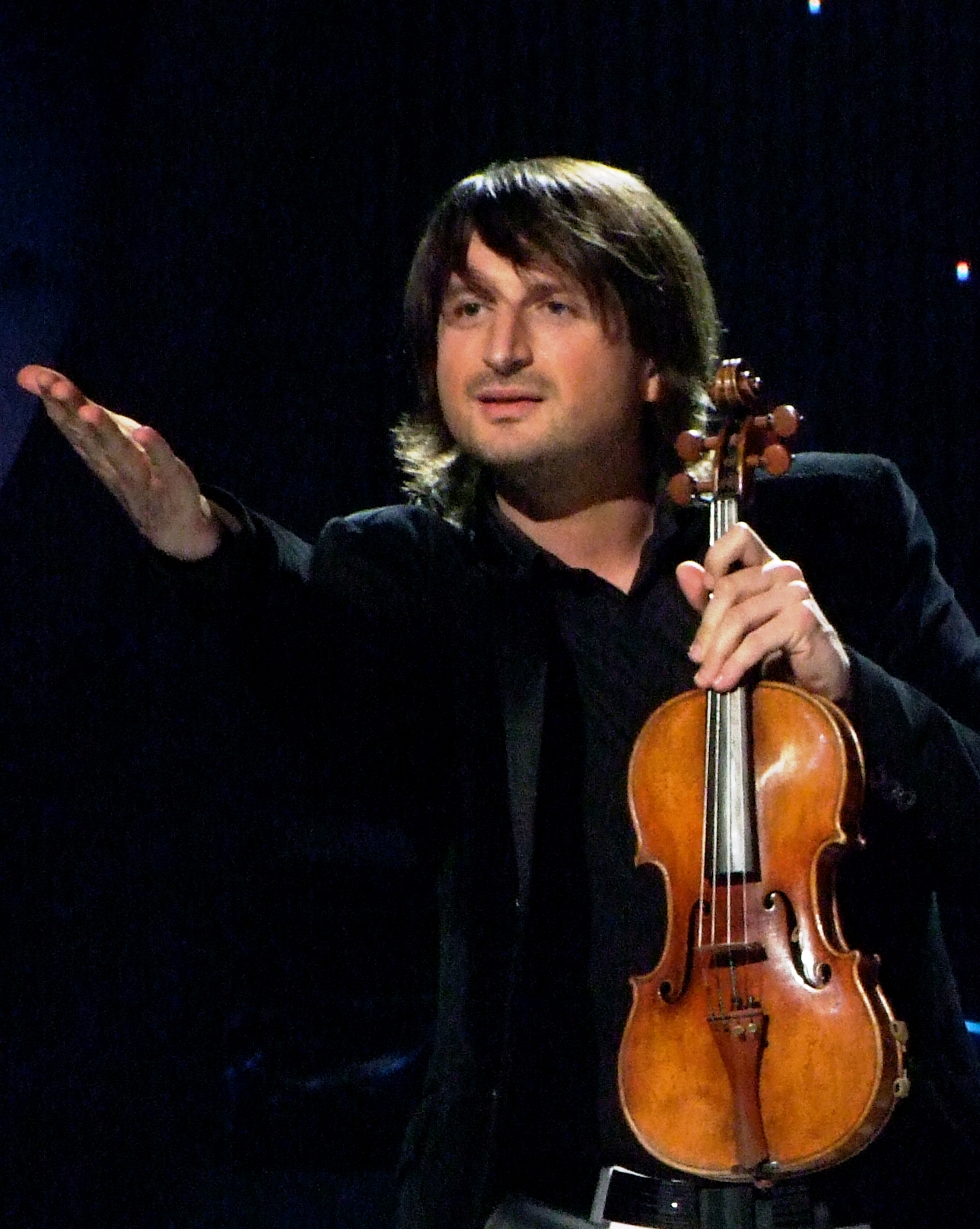
Edvin Marton (2008)

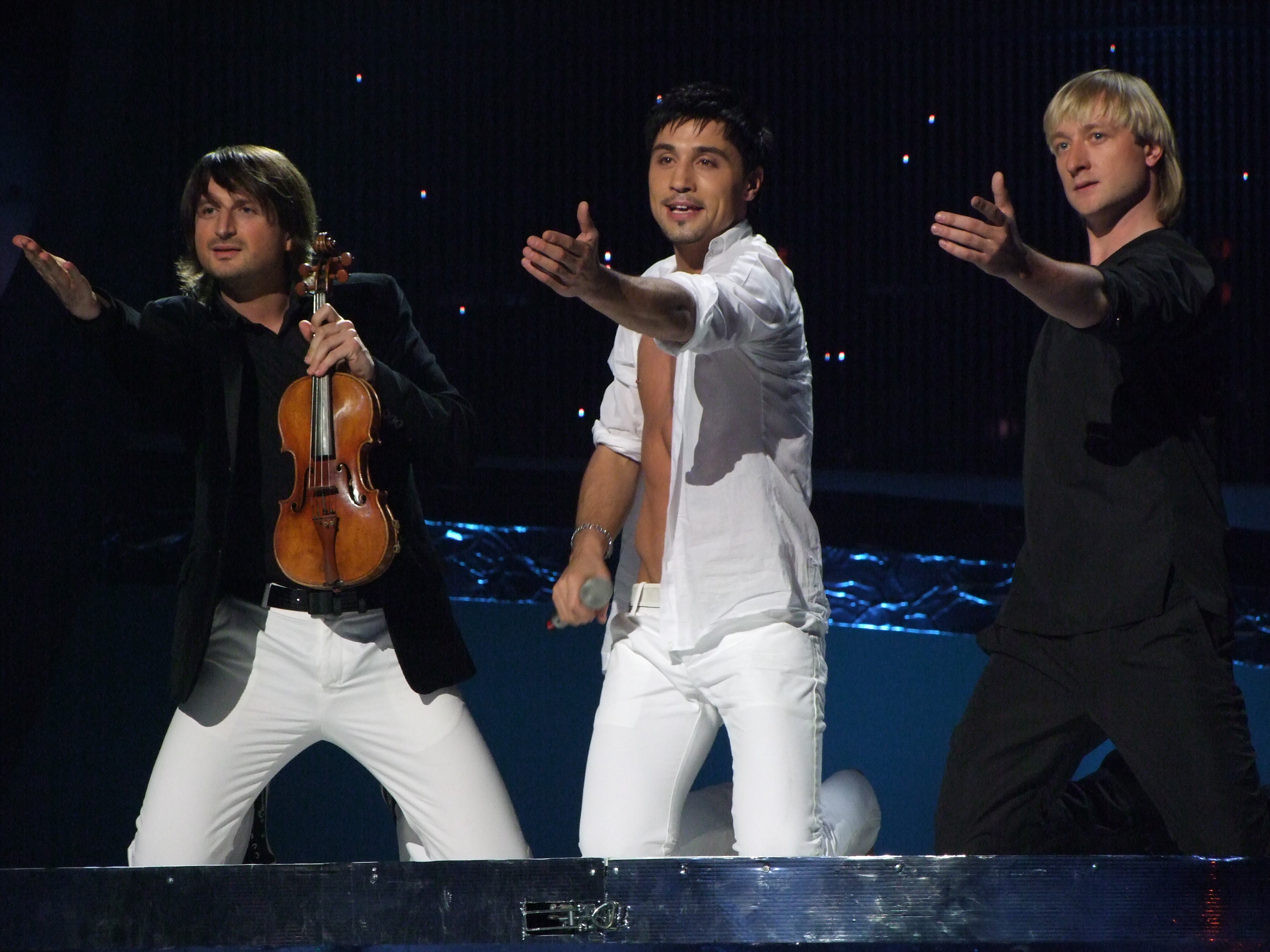
Marton (links), Dima Bilan (Mitte) und Jewgeni Pljutschtschenko (rechts) beim Halbfinale des Eurovision Song Contest 2008

Edvin Marton (eigentlich Lajos Edvin Csűry; * 17. Februar 1974 in Wylok, Ukraine) ist ein ungarischer Komponist und Geiger.

## Leben
Marton wurde in der ukrainischen Kleinstadt Wylok (ungarisch: Tiszaújlak), nahe der Grenze zu Ungarn, in einer ungarischen Familie geboren. Er war schon im Kindesalter sehr talentiert und wurde 1983 am Moskauer Konservatorium aufgenommen. In den nachfolgenden Jahren studierte er in Budapest, New York und Wien.
Im Jahr 1997 gewann Marton den Violinwettbewerb beim Internationalen Musikpreis des Centre d’Arts Orford in der zu Memphrémagog gehörenden Gemeinde Orford in Québec, Kanada. Nach eigenen Angaben wurde ihm daraufhin eine 1697 gebaute Stradivari mit einem besonderen goldfarbenen Lack verliehen, die schon Paganini gespielt haben soll. Er spielte auf dieser Violine, bis sie im Jahr 2014 verkauft wurde.
Marton begleitete unter anderem die Eiskunstläufer Jewgeni Pljuschtschenko und Stéphane Lambiel bei ihren Küren. Beim Eurovision Song Contest 2008 verhalf er zusammen mit Jewgeni Pljuschtschenko dem Russen Dima Bilan zum Sieg. Nach eigenen Angaben trat er bei mehr als 1000 Konzerten auf und kommt auf mehr als fünf Millionen verkaufte Albums (Stand 2014).
Im Jahr 2006 erhielt er als erster ungarischer Komponist einen Emmy für die „beste Komposition“.

## Diskografie
- 1996 Sarasate
- 2001 Strings 'N' Beats
- 2004 Virtuoso
- 2006 Stradivarius
- 2010 Hollywood